# دورين (سوريا)
دورين قرية في ناحية صلنفة التابعة لمنطقة الحفة في محافظة اللاذقية. بلغ عدد سكانها 952 نسمة حسب تعداد عام 2004.
دورين قرية سياحية سورية تقع على بعد 55 كيلومترا من مدينة اللاذقية.
ترتفع عن سطح البحر بحدود 950مترا، وهي تبعد 1 كم عن مصيف سلمى و 10 كم عن صلنفة. من معالمها شجرة الدلب والتي يعود تاريخها لعام 1868 م. يرتادها عدد كبير من السياح من سوريا ومن خارجها، ويوجد فيها كهف السيدة العذراء ويعتبر من المعالم الأثرية في القرية ويقال سميت دورين لوجود راهبة تدعى رين كانت تسكن في دير، علما ان اسم القرية القديم دير رين ومنطقة المرينة كانت تدعى مار رينيه.
تمتاز دورين بجمال الطبيعة، والهواء العليل المنعش في الصيف والحرارة فيها منخفضة إلى معتدلة وتتساقط فيها الثلوج في الشتاء، وتتوزع في نواحيها الغابات والخضرة وينابيع المياة المتدفقة هنا وهناك مثل نبع الصوفي، نبع حزيرين بقوة 14 إنش ، نبع العين الشرقية، العين الغربية وغيرها ولها طبيعة رائعة قيل فيها بأنها جنة من جنات الله على الأرض.
أشهر محاصيلها الزراعية التفاح والخوخ والدراق والزيتون وهناك محاصيل كثيرة متنوعة كالفاصولياء العيشة. ومن أهم مزارع القرية دير الجورة والفتيح والخراطة وكفر عجوز وبقرحة والمرينة.
تحيط بالقرية قرية انباتة وبارودة من الجنوب، استربة من الشرق، كفر دلبة وسلمى من الشمال والكوم من الغرب وتتمتع بجبالها المغطاة بغابات من شجر السنديان والقطلب والشمبوط والبلوط والبطم الأطلسي والشربين. وأجمل ما في القرية شتاء الثلوج التي تغطي القرية والجبال المحيطة بها بثوب أبيض نقي عدة مرات بالسنة.